# Esterhazy (Saskatchewan)
Esterhazy è un comune del Canada, situato nella provincia del Saskatchewan, nella divisione No. 5.